# Atago-Klasse
Die Atago-Klasse (japanisch あたご型護衛艦 Atago-gata Goeikan) ist eine Klasse von zwei Lenkwaffenzerstörern der japanischen Maritimen Selbstverteidigungsstreitkräfte (JMSDF) und eine verbesserte Version der Kongō-Klasse.

## Allgemein
Sie ist die japanische Variante der Arleigh-Burke-Klasse (Flight IIa) der United States Navy. Im Vergleich zur Kongō-Klasse bzw. der Arleigh-Burke-Klasse (Flight I), die nur einen Hubschrauberlandeplatz, aber nur begrenztes Unterstützungszubehör und insbesondere keinen Hangar haben, erhielt diese Klasse für die dauerhafte Mitführung von zwei Hubschraubern einen Hangar.
Als Feuerleitsystem für die Atago-Klasse wurde ein Aegis-Feuerleitsystem verbaut, das aus japanischen und amerikanischen Komponenten besteht. Die Bewaffnung der Klasse ähnelt der Bewaffnung der Kongō-Klasse. Aufgrund der japanischen Verfassung, die den japanischen Streitkräften den Besitz jeglicher offensiver Waffen verbietet, verfügt die Atago-Klasse nicht über Tomahawk-Cruise-Missiles. Sollte sich die zunehmend großzügigere Auslegung dieser Passage jedoch weiter verstärken, wäre es technisch kein Problem, diese Fähigkeit nachzurüsten.

### Unfall
Am 19. Februar 2008 kollidierte die Atago vor der Küste der Präfektur Chiba mit einem Fischerboot. Der Zerstörer befand sich auf der Rückreise von einem Manöver bei Hawaii nach Yokosuka und rammte das Fischerboot dabei mittschiffs. In zwei Hälften gerissen und kieloben an der Wasseroberfläche treibend, wurde das Wrack später in einen Hafen geschleppt.
Die Besatzung des Bootes, der 58 Jahre alte Kichisei Haruo und sein 23 Jahre alter Sohn Tetsuhiro konnten trotz intensiver Suche der Küstenwache und der Meeresselbstverteidigungsstreitkräfte nicht aufgefunden werden.

## Einheiten
| Kennung | Name                | Bauwerft      | Kiellegung    | Stapellauf      | Indienststellung | Heimathafen | Bemerkungen                             |
| ------- | ------------------- | ------------- | ------------- | --------------- | ---------------- | ----------- | --------------------------------------- |
| DDG-177 | Atago (あたご)      | MHI, Nagasaki | 5. April 2004 | 24. August 2005 | 15. März 2007    | Maizuru     | 3. Geleitdivision (3. Geleitgeschwader) |
| DDG-178 | Ashigara (あしがら) | MHI, Nagasaki | 6. April 2005 | 30. August 2006 | 13. März 2008    | Sasebo      | 2. Geleitdivision (2. Geleitgeschwader) |

## Technische Beschreibung

### Rumpf und Antrieb
Der Rumpf eines Zerstörers der Atago-Klasse ist 170 Meter lang, 21 Meter breit und hat bei einer Verdrängung von 10.000 Tonnen einen Tiefgang von 6,2 Metern.
Der Antrieb erfolgt durch vier Gasturbinen (COGAG-Antrieb), Ishikawajima Harima/General Electric-Gasturbinen LM2500-30, mit einer Gesamtleistung von 100.000 PS (73.550 kW). Die Leistung wird an zwei Wellen mit je einer Schraube abgegeben. Die Höchstgeschwindigkeit beträgt 30 Knoten (56 km/h).

### Bewaffnung
Die Bewaffnung besteht aus einem 127-mm-Geschütz in Kaliberlänge 54 (Mark-45-Leichtgewichtsgeschütz) von BAE Systems und einem Mk 41 Vertical Launching System mit 96 Zellen. Dieses verteilt sich auf Zellen für RUM-139 VL-ASROC-Anti-U-Boot-Raketen und SM-2 bzw. SM-3 Flugabwehrraketen. Des Weiteren gibt es zwei Vierfachstarter für Typ 90-Seezielflugkörper, zwei Dreifachtorpedorohre vom Typ HOS-301 für Leichtgewichtstorpedos und zwei Nahbereichsabwehrsysteme vom Typ Phalanx.
Neben der aufgeführten Bewaffnung führen die Schiffe der Klasse noch Mk 36 SRBOC-Täuschkörperwerfer zum Abfeuern von Düppel- und Infrarotraketen und ein geschlepptes AN/SLQ-25 Nixie-Torpedotäuschsystem mit.

### Elektronik
Die Hauptradaranlage an Bord ist das SPY-1-Radar des AEGIS-Systems, dessen vier Flächenantennen sich an den Aufbauten befinden. Die Feuerleitung der RIM-67-Luftabwehrraketen erfolgt durch drei AEGIS FCS Mk99-Radare, deren Antennen sich auf den Aufbauten befinden. Als Bugsonar verwenden die Schiffe ein OQS-102-Sonar. Die Computeranlagen des AEGIS-Systems wurden um eine U-Jagdkomponente erweitert, um den Anforderungen der japanischen Marine gerecht zu werden.
Zur elektronischen Kriegführung befindet sich das NOLQ-2-Störsystem an Bord.